# Mammoth Records
Mammoth Records était un label de musique indépendant lancé en 1989 à Carrboro en Caroline du Nord par Jay Faires. Il a publié des artistes très variés dont Squirrel Nut Zippers, Juliana Hatfield, Victoria Williams, Frente, Joe Henry, Machines of Loving Grace, The Melvins ou Jason & The Scorchers.
Le label a perdu son statut de une société indépendante en 1993 quand il s'est associé à Atlantic Records. L'association ne fut pas bénéfique (peut-être à cause du président Jay Faires) et le label redevint indépendant en 1997.
Le 21 juillet 1997, il repasse au statut de filiale mais cette fois de la Walt Disney Company, Faires restant en poste de président. Faires quitte la société dès 1999 avec la quasi-totalité de son équipe. Disney réorganise le label autour d'un nouveau président Rob Seiendberg et l'intègre au Buena Vista Music Group.
En 2003, Disney ferme les locaux de Mammoth Records et fusionne le label avec Hollywood Records.